# Flugplatz Chaves

i7
i11
i13
Der Flugplatz Chaves (portugiesisch Aeródromo Municipal de Chaves, IATA-Code: CHV, ICAO-Code: LPCH) ist ein Flugplatz in der Nähe der Stadt Chaves auf dem Festland von Portugal. Er wird derzeit hauptsächlich von Sportflugzeugen genutzt.